# 堅尾龍類
堅尾龍類（学名：Tetanurae）是個演化支，包含大部分的獸腳亞目恐龍（也包含恐龍的後代鳥類）。堅尾龍類首次出現於侏儸紀早期或中期。
許多著名的恐龍屬於堅尾龍類，包括：始祖鳥、異特龍、偷蛋龍、棘龍、暴龍、伶盗龍、以及所有現代鳥類。第一種被命名的中生代恐龍是斑龍，是一種基礎堅尾龍類恐龍。

## 定義

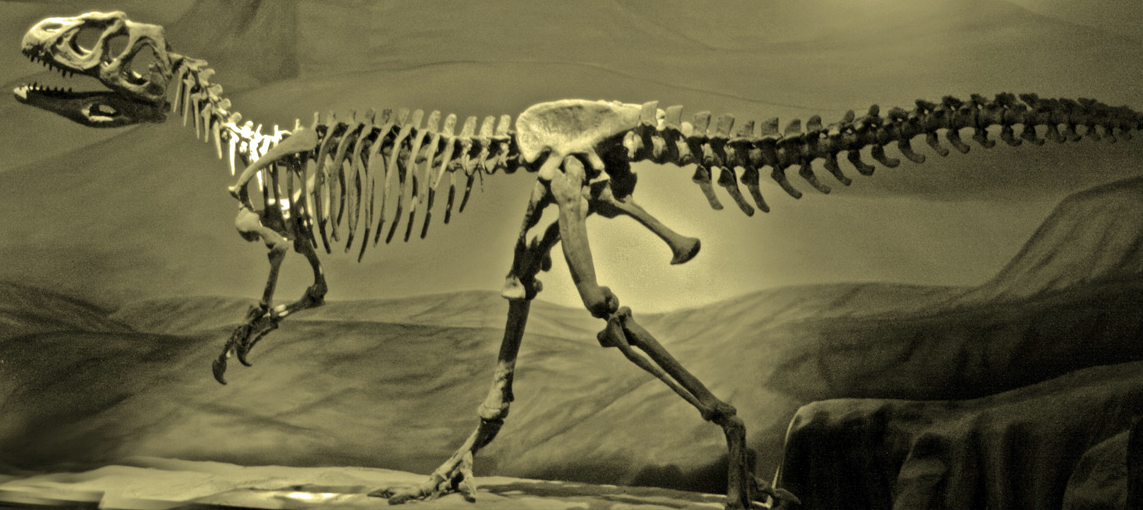
皮亞尼茲基龍的骨架模型，屬於斑龍超科

堅尾龍類意為「堅挺的尾巴」，是由嘉克斯·高斯特（Jacques Gauthier）在1986年根據親緣分支分類法來建立，包含了大群的獸腳亞目恐龍。高斯特的這份研究是首次將親緣分支分類法應用於古脊椎動物學上。
早期的獸腳類恐龍有肌肉連接股骨與尾巴中段，因此走路時尾巴會左右搖擺；堅尾龍類的股骨-尾巴肌肉經過演化縮短，尾巴後段較不靈活，但有助於奔跑時改變方向。相較於角鼻龍下目，堅尾龍類的頭顱骨較不堅實，骨頭有空腔，可以減輕頭部重量。下頜的牙齒只位於眼睛之前部分，手指數目不超過三指，小腿與踝部獨特。
堅尾龍類的定義為：在獸腳亞目之中，親近於現代鳥類，而離角鼻龍較遠的所有物種（Kevin Padian等人, 1999年）。高斯特認為堅尾龍類是由肉食龍下目、虛骨龍類所構成；但在高斯特所界定的肉食龍下目之中，有許多屬後來被分類為虛骨龍類，或是基礎堅尾龍類恐龍（Oliver Rauhut, 2003年）。在1999年，保羅·塞里諾建立新堅尾龍類，包含有結狀關節的肉食龍下目、虛骨龍類，而不包含棘龍超科。也在同一年，Kevin Padian等人將堅尾龍類定義為鳥獸腳類的同義名詞（Gregory Paul, 1988年），但這個定義稍晚於保羅·塞里諾的定義。

## 範圍
目前仍不清楚堅尾龍類的確切起源。冰脊龍過去曾被普遍認定是堅尾龍類的第一個真正物種，但近年多認為冰脊龍較接近雙脊龍科。如果冰脊龍屬於堅尾龍類，三疊紀將沒有真正的堅尾龍類化石紀錄；堅尾龍類應該在三疊紀時期，起源於腔骨龍超科（根據舊式的角鼻龍下目定義）。近年的研究多認為，角鼻龍下目、堅尾龍類擁有最近共同祖先，兩者共組另一演化支。
棘龍科與異特龍科都是大型的掠食動物，繁盛於侏罗紀晚期到白堊紀早期，尤其是在岡瓦納大陸；但牠們似乎在白堊紀森诺曼期-土仑期灭绝事件中就已滅絕，多樣化的虛骨龍類持續存活到中生代末期，除了鳥綱（冠群演化支）以外都滅絕了。現代鳥類是堅尾龍類演化支裡唯一存活的代表。